# Arctocyonidae
Los arctociónidos (Arctocyonidae) son una familia extinta de mamíferos placentarios del orden de los condilartros que vivió entre el Paleoceno y el Eoceno superior. Se han encontrado fósiles en Estados Unidos, Bélgica, Canadá, España, Alemania, Francia, Reino Unido y China.
Eran animales omnívoros y carnívoros. Algunos taxónomos los incluyen en un orden propio, los Eparctocyonia o Arctocyonia. Son probablemente los antepasados de los mesoniquios (Mesonychia) y artiodáctilos.

## Clasificación
Subfamilias y géneros:
(incertae sedis)
- Arctocyonides Lemoine, 1891
  - Arctocyonides weigelti Lemoine, 1891
- Carcinodon Scotti, 1892
  - Carcinodon aquilonius
- Chriacus (sin. Epichriacus, Metachriacus, Spanoxyodon, Tricentes)
  - Chriacus badgleyi
  - Chriacus badwini
  - Chriacus calenancus
  - Chriacus gallinae
  - Chriacus katrinae
  - Chriacus metocometi
  - Chriacus oconostotae
  - Chriacus pelvidens
  - Chriacus punitor
- Deuterogonodon
- Heteroborus
- Hyodectes
- Lambertocyon
- Landenodon
- Mentoclaenodon
- Mimotricentes
- Oxytomodon
- Paratriisodon
- Princetonia
- Prothryptacodon (sin. Pantinomia)
- Thryptacodon
- Loxolophinae
  - Baioconodon (sin. Ragnarok)
  - Loxolophus (sin. Paradoxodon, Paradoxodonta, Protochriacus, Protogonodon)
- Arctocyoninae
  - Anacodon Cope,1882
    - Anacodon cultridens Matthew,1915
    - Anacodon nexus Gazin,1956
    - Anacodon ursidens Cope,1882

  - Arctocyon Blainville, 1841 (syn. Claenodon, Neoclaenodon)
    - Arctocyon corrugatus (Cope,1883)
    - Arctocyon ferox
    - Arctocyon latidens
    - Arctocyon montanensis
    - Arctocyon mumak

  - Colpoclaenus Patterson & McGrew,1962
    - Colpoclaenus keeferi
    - Colpoclaenus procyonoides